# Süßwasserfisch

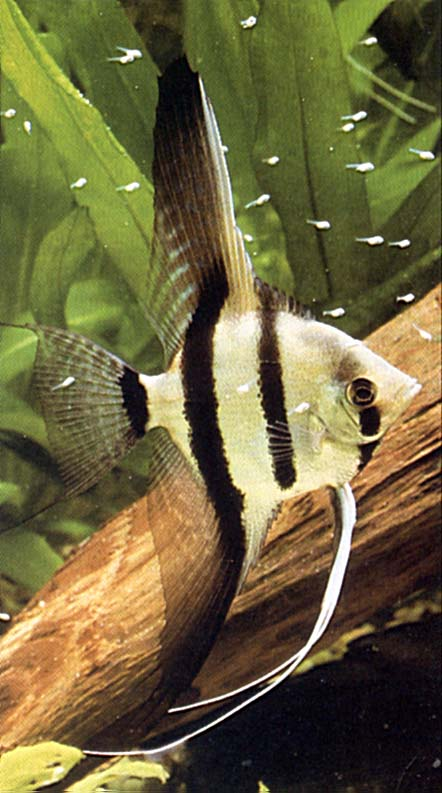
Der Skalar ist ein beliebter Süßwasser-Aquarienfisch.

Süßwasserfische bewohnen die Binnengewässer, die Seen und Flüsse der Kontinente und Inseln. Fast alle Süßwasserfische gehören zu den Knochenfischen (Osteichthyes). Von den Knorpelfischen (Chondrichthyes) leben einige Rochenarten permanent im Süßwasser. Daneben gibt es wenige Haiarten, die gelegentlich die Flussmündungen hinauf in Süßgewässer wandern.
Man unterscheidet die primären Süßwasserfische, die sich ursprünglich im Süßwasser entwickelt haben, die sekundären Süßwasserfische, die von marinen Vorfahren abstammen, und die peripheren Süßwasserfische, die Teile ihres Lebenszyklus im Süßwasser verbringen.
Die meisten Süßwasserfische sind zum Verzehr geeignet, wie z. B. Hecht, Forelle, Wels, Karpfen und Aal (siehe auch: Speisefisch). Kleinbleibende, bunte Arten sind oft beliebte Aquarienfische.

## Primäre Süßwasserfische

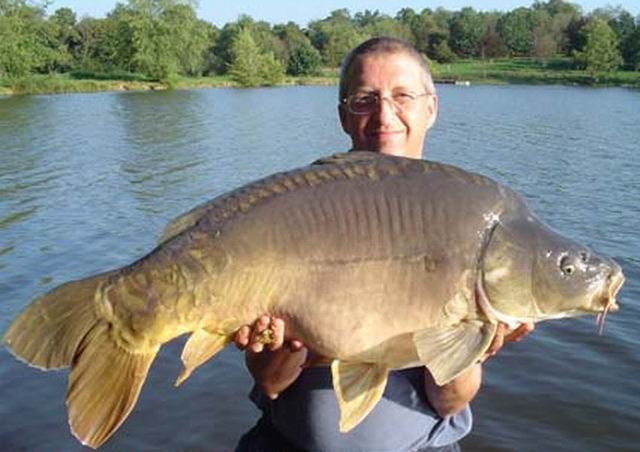
Der Karpfen ist ein primärer Süßwasserfisch.

Primäre Süßwasserfische haben einen großen Teil ihrer Stammesgeschichte im Süßwasser vollzogen, ihre Salztoleranz vollständig verloren und können nicht ins Meer oder in stark brackiges Wasser schwimmen. Salzige Gewässer stellen folglich Ausbreitungsbarrieren dieser Gruppe dar. Sie stellen etwa 33 % der gesamten Fischfauna. Es sind hauptsächlich Fische aus den Ordnungen der Salmlerartigen (Characiformes), Karpfenartigen (Cypriniformes) und Welsartigen (Siluriformes), die zu der Überordnung der Ostariophysi zusammengefasst werden. Die Ostariophysi haben besondere Anpassungen an das Leben in Süßgewässern entwickelt, z. B. ein besonders gutes Hörvermögen. Sie stellen mit weit über 6000 Arten zwei Drittel aller Süßwasserfische.

## Sekundäre Süßwasserfische

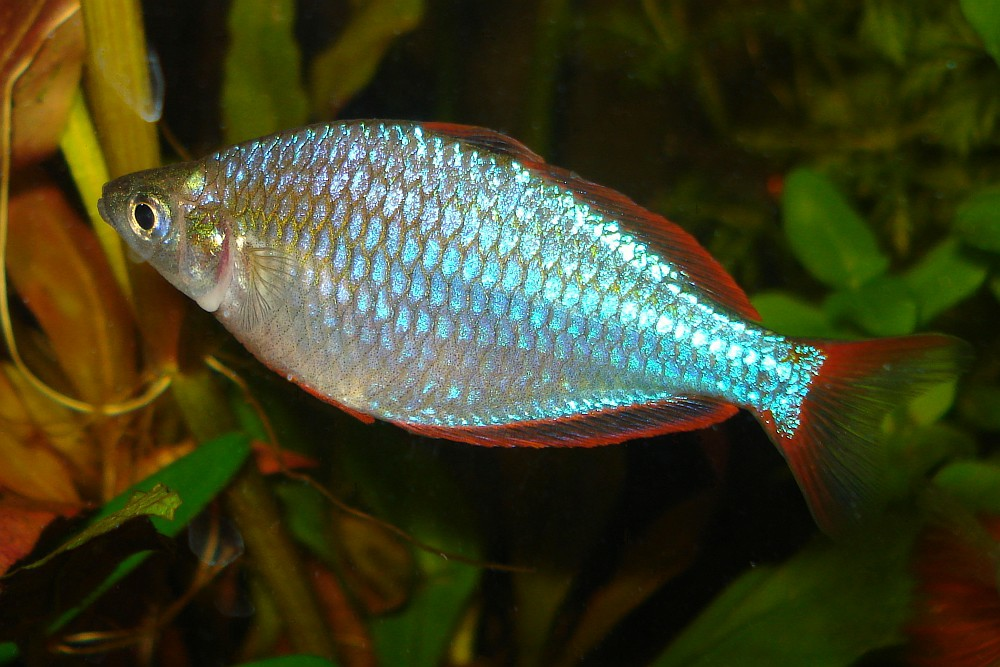
Der Diamant-Regenbogenfisch aus Neuguinea ist ein sekundärer Süßwasserfisch.

Die sekundären Süßwasserfische stammen von marinen Vorfahren ab, die ins Süßwasser gewandert sind. Sie haben noch eine schwache Salztoleranz. Sie machen ca. 8 % der gesamten Fischfauna aus. Buntbarsche (Cichlidae), Zahnkärpflinge (Cyprinodontiformes) und Ährenfischartige (Atheriniformes) zählen zu dieser Gruppe. Ihre Vertreter dominieren oft Gewässer mit sehr hartem Wasser oder Gewässer, deren pH-Wert sehr hoch ist, wie die Flüsse Mittelamerikas oder die großen ostafrikanischen Seen. Die Fischfauna der Flüsse und Seen Australiens besteht mit Ausnahmen des Australischen Lungenfischs (Neoceratodus forsteri) und weniger sonstiger Arten ausschließlich aus sekundären Süßwasserfischen. Auch Madagaskar, Neuguinea, Sulawesi, die kleinen Sundainseln und die Antillen konnten ausschließlich durch sekundäre Süßwasserfische besiedelt werden. Ozeanische, niemals mit dem Festland in Verbindung stehende Inseln haben, wenn überhaupt, ebenfalls eine Fauna aus sekundären Süßwasserfischen, die hier hauptsächlich von der Familie der Grundeln (Gobiidae) gestellt wird.

## Periphere Süßwasserfische

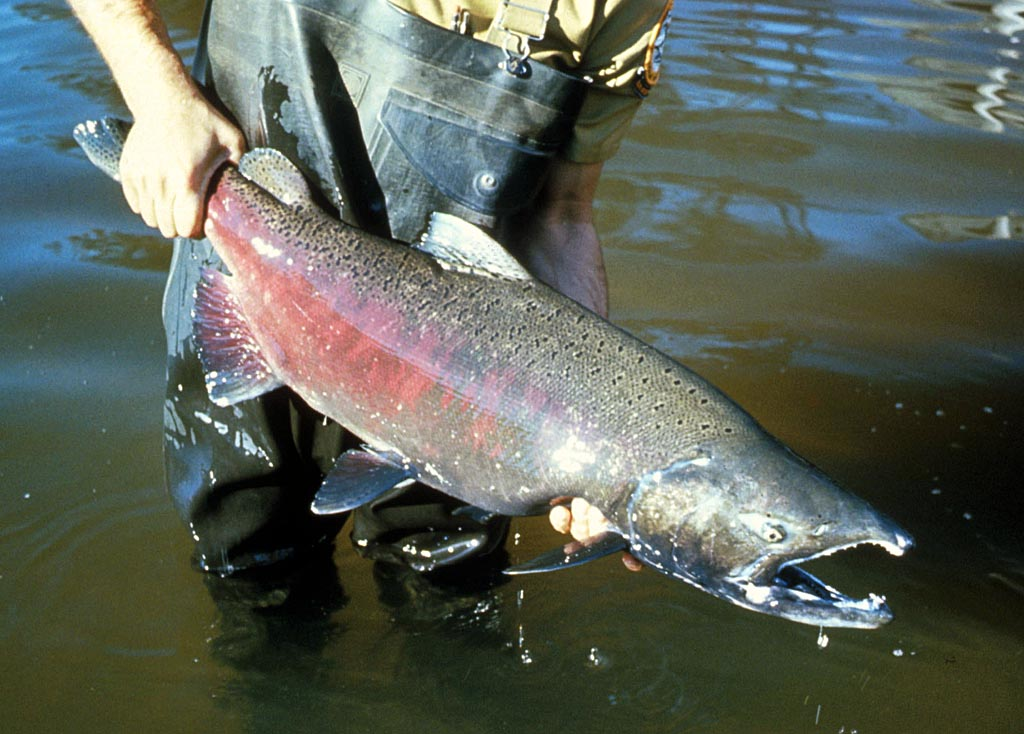
Der Lachs wandert zum Ablaichen zurück ins Süßwasser.

Die peripheren Süßwasserfische haben noch eine ausgeprägte Salztoleranz und können sich immer noch über die Meere ausbreiten. Oft verbringen sie ein Stadium ihres Lebens im Meer. Zu den peripheren Süßwasserfischen zählen die Störe (Acipenser), die Flussaale (Anguillidae), viele Lachsartige (Salmoniformes) und Stintartige (Osmeriformes).

## Lebensbedingungen
Die Lebensbedingungen in Süßgewässern sind oft starken Schwankungen unterworfen. Je nach Jahreszeit können Flüsse unterschiedlich viel Wasser führen. Seen können austrocknen, die Temperatur kann sich ändern. Bisher verbundene Gewässer können durch geologische Ereignisse voneinander getrennt werden. All diese Faktoren beeinflussen die Fischfauna. Die Trennung einer Population in geografisch isolierte Gebiete führt zur Bildung von neuen Arten. So entstehen oft sogenannte Artenschwärme, z. B. bei den Lachsartigen der Gattung Coregonus in Nord- und Mitteleuropa und bei den mittelamerikanischen Lebendgebärenden Zahnkarpfen der Gattung Xiphophorus.
Im Unterschied zum Meer sind Süßgewässer meistens relativ flach. Der Tanganjikasee und der Malawisee in Ostafrika sind mit 1.470 Meter bzw. 704 Meter zwar sehr tief. Höheres Leben ist aber unterhalb von 200 Metern nicht mehr möglich. Wegen der fehlenden Wasserumwälzung sind die Seen in diesen Tiefen nahezu ohne Sauerstoff (anaerob). Lediglich im sibirischen Baikalsee gibt es mit den Baikal-Ölfischen (Comephorus) eine an das Leben in großen Tiefen angepasste Fischfauna.

## Gefährdung
Laut Bericht des IUCN sind von den 522 europäischen Arten der Süßwasserfische bereits 200 Arten als bedroht einzustufen.
Süßwasserfische mit ihren verschiedenen Arten und Unterarten haben im Gegensatz zu Meeresbewohnern meist ein sehr kleines Verbreitungsgebiet. Sie leben oft in kleinen, isolierten Seen oder endemisch auf Inseln und deren kleinen Flusssystemen. Ein Extrem ist der Lebensraum des Teufelskärpflings (Cyprinodon diabolis), der nur ein kleines Kalksteinbecken von 5 m × 3,5 m × 3 m Größe in Nevada (USA) bewohnt. Die Beschränkung ihres Verbreitungsgebietes macht diese Fischpopulationen anfällig für Veränderungen in ihrem Lebensraum, denen sie nicht ausweichen können.
Ein Hauptgrund für das Artensterben bei Süßwasserfischen war bisher die Regulierung von Flüssen und die Entwässerung von Feuchtgebieten. In den vergangenen Jahren kamen dazu auch der Klimawandel und die Wasserentnahme. In Europa wird insbesondere in den Mittelmeerländern immer mehr Wasser für die Bewässerung von Obst- und Gemüseplantagen in ehemals trockenen Gebieten entnommen. Dies führt im Sommer zu teilweise ausgetrockneten Flussläufen. Auch Wehre, Sandfänge im Hauptschluss und Staumauern von Kraftwerken können besonders die wandernden Fischarten gefährden.
Überfischung wurde im Zuge des Bevölkerungswachstums in vielen Gegenden der Erde zum Problem. Auch die intensive Fischereiwirtschaft mit dem Einsetzen ortsfremder Fische, die heimische Arten verdrängen, sich mit regionalen Unterarten vermischen oder Krankheitserreger mitbringen, birgt weitere Ursache für die Gefährdung der Artenvielfalt. In tropischen Regionen trugen Wildfänge von endemischen Arten für die Haltung in Aquarien zum Rückgang der Populationen bei.
In Osteuropa waren und sind mangelnde Umweltschutzmaßnahmen ein Hauptgrund für den Arten- und Individuenrückgang. Landwirtschaft und Industrie wachsen in vielen Staaten entlang der Flüsse ohne entsprechende Maßnahmen zum Schutz des Gewässers und der Lebewesen.